# Юний Бас
Юний Аний Бас (на латински: Iunius Annius Bassus) е политик на Римската империя през 4 век.
През 318 – 331 г. той е преториански префект. През 331 г. е консул заедно с Флавий Аблабий.
Вероятно е християнин. Юний Бас построява базилика на хълма Есквилин, наричана „Базилика на Юний Бас“, в която е запазено неговото изображение. Неговият син, Юний Бас Теотекний, става през 359 г. praefectus urbi на град Рим и има много ценен саркофаг в старата базилика „Свети Петър“.